# مریگوئن
مریگوئن (به انگلیسی: Merrygoen) یک شهرک در استرالیا است که در نیو ساوت ولز واقع شده‌است.